# Podreča
Podreča – wieś w Słowenii, w gminie miejskiej Kranj. W 2018 roku liczyła 114 mieszkańców. 